# Акула-янгол колюча
Акула-янгол колюча (Squatina aculeata) — акула з роду акула-ангел родини акулоангелові. Інші назви «морський чорт», «колючий диявол», «безока акула-янгол», «морський янгол-пилка».

## Опис
Загальна довжина досягає 1,88 м, зазвичай 1,4-1,6 м. Голова масивна. Морда затуплена. Очі помірного розміру. За ними розташовані бризкальця. Відстань від очей до бризкалець менша за 1,5 діаметра ока. Біля ніздрів є великі шкіряні бахромисті вирости. Носові клапани великі. Рот широкий. Зуби розташовані у декілька рядків. Вони маленькі, вузькі. У неї 5 пар зябрових щілин. Тулуб сплощено. На середній лінії спини, від голови до хвоста, на морді, під очима присутні великі шипи. Відрізняється від інших видів свого роду довшими шипами по середині спини. Грудні плавці великі, не повністю приєднані до голови. Має 2 спинних плавця однакового розміру. Вони розташовані позаду черевних плавців. Анальний плавець відсутній. Хвіст помірно короткий, хвостовий плавець широкий, розвинений, нижня лопать довша за верхню.
Забарвлення сірувато-коричневе або сіре.

## Спосіб життя
Тримається на глибинах від 30 до 500 м, на континентальному шельфі. Воліє до піщаних або мулисто-піщаних ґрунтів. Полює біля дна, є бентофагом. Це одинак. Активна переважно вночі або присмерку. Вдень заривається у ґрунт. Живиться скатами, анчоусами, камбаловими, оселедцями, бичковими, кальмарами, каракатицями, а також ракоподібними. Полює із засідки, застосовує щічний насос.
Статева зрілість настає при розмірах у 1-1,24 м. Це яйцеживородна акула. Має низьку репродуктивність.
Цінується м'ясо, шкіра, печінка, плавці. З огляду на це опинилася під загрозою знищення. Втім лише в Іспанії застосовуються заходи з її збереження, зокрема у заповідниках балеарських островів.
Не становить загрози для людини. Лише при сильному роздратуванні може вкусити.

## Розповсюдження
Мешкає у східній частині Атлантичного океану: від південних Португалії та Іспанії до Анголи, зокрема й біля Канарських островів. Також зустрічається у західному Середземномор'ї.